# Conwoion
Pour le saint breton, voir Conwoïon.
D'origine celtique, le nom propre Conwoion est composé de kon, guerrier, et de uuoion, sincère.

## Prénom
C'est un prénom breton masculin, fêté le 5 janvier.
Il a pour variantes Conwoïon, Conuuoion, Convoyon, Konion, Konvoion et Konwoion.
- Pour les articles sur les personnes portant ce prénom, consulter la liste générée automatiquement pour  Conwoion.

## Saint chrétien
- Saint Conwoïon († 868), fondateur de l'abbaye Saint-Sauveur de Redon.